# Чарлстън (бронепалубен крайцер, 1888)
Вижте пояснителната страница за други значения на Чарлстън.
Чарлстън (на английски: USS Charleston, C-2) е бронепалубен крайцер на ВМС на САЩ.

## Проектиране
Тъй като първите крайцери на „Новия флот“ – типът „Атланта“ и „Чикаго“ са не много успешни, американските адмирали решават да се обърнат към чуждия опит за техническа помощ. В началото на 1880-те години с голямо търсене на пазара на военноморските въоръжения се ползват т.нар. „елсуикски крайцери“, строени от британската фирма Armstrong Whitworth („Армстронг“). Започвайки с крайцера „Есмералда“, създаден за чилийския флот, нейните бронепалубни крайцери с желание са закупувани от много второстепенни морски държави е Европа, Азия и Южна Америка. Поръчителите са привлечени от благоприятното съчетание на напредничави технични решения със солидна бойна мощ и умерена стойност. В частност, Императорския флот на Япония поръчва на „Армстронг“ два крайцера от типа „Нанива“. Именно техните чертежи са закупени от американския флот, а самия крайцер „Чарлстън“ се отличава от прототипите само с артилерията американско производство.

## Конструкция

### Корпус
Корпусът на кораба е усъвършенстван от Уилям Хенри Уайт, в сравнение с „Есмералда“, който е подложен на критика заради прекалено ниските си надводни бордове. Тук височината на борда е по-голяма, което благотворно се отразява на мореходността. Това също позволява да се издигне по-високо горната точка на бронираната палуба. Крайцерът получава и двойно дъно, с клетъчна структура, което следва да повиши защитата при навигационни повреди. За разлика от другите ранни американски крайцери, „Чарлстън“ изначално няма ветрилно стъкмяване.

### Въоръжение
Главният калибър на крайцера са две 203 mm оръдия Mark 3, разработени през 1889 г. Дължината на ствола достига 35 калибра, с маса 13 336 kg. Бронебойния снаряд тежи 118 kg и се изстрелва с начална скорост 640 m/s на далечина до 14 630 m, при ъгъл на възвишение 20°. Скорострелността се колебае от 0,5 до 0,8 изстрела в минута. Оръдията са поместени в краищата на кораба, в невисоки барбетни установки.
Вторият калибър е представен от 152 mm оръдия Mark I модел 1883 г. и имащи ствол 30 калибра. Масата на оръдието е 4994 kg, то изстрелва бронебойни снаряди с тегло 47,7 kg с начална скорост 594 m/s. Далечината на стрелба при ъгъл на възвишение 15,3° достига 8230 m. Скорострелността им е 1,5 изстрела в минута. Всички тези оръдия са разположени в спонсони.
Останалата артилерия е от маломощни оръдия калибри 57 mm и 37 mm. Последните могат да изстрелват до 25 снаряда в минута.

### Брониране
„Чарлстън“ е със схема на защита, типична за „елсуикските крайцери“. Бронираната палуба е от стомано-желязна броня, с дебелина в плоската част от 51 mm, а на скосовете увеличаваща се до 76 mm. Системата на защита се допълва с въглищните бункери, разположени над и под бронираната палуба и закриващи главните механизми. Леко брониране има и бойната рубка. Оръдията на главния калибър са в барбети, дебели 51 mm. Впоследствие оръдията получават и бронирани щитове.

## История на службата
От 1890 г. „Чарлстън“ служи в Тихия океан, като флагман на Тихоокеанската ескадра на американския флот. В този период най-значими събития в биографията на кораба са доставката в Хонолулу на тялото на хавайския крал Калакауа, починал в Сан Франциско и участие в издирването на чилийския параход „Итата“, който бяга от пристанището на Сан Диего в нарушение на американските закони за неутралитет. 1892 г. „Чарлстън“ действа до бреговете на Далечния изток като флагман на Азиатската ескадра. 1893 г. „Чарлстън“ обикаля Южна Америка и пристига на източното крайбрежие на САЩ. Обратно в Тихия океан крайцерът се връща през 1894 г.
Със започването на испано-американската война „Чарлстън“ е привлечен към бойните действия. Крайцерът оглавява експедицията по превземане на остров Гуам. На 20 юни 1898 г. „Чарлстън“ и три транспорта с войници пристигат на острова. Испанците не подозират за започването на войната и бързо капитулират. След това „Чарлстън“ се насочва към Филипинските острови, за усилване на ескадрата на комодор Дюи. Макар решителното сражение с испанската азиатска ескадра да става преди пристигането на „Чарлстън“, който се появява на 30 юни 1898 г., крайцерът успява да участва в бойните действия, с артилерийска поддръжка на американските войски при превземането на Манила и Субик Бей.
На 2 ноември 1899 г. крайцерът се натъква на необозначен подводен риф близо до остров Камигин, северно от остров Лусон. Крайцерът при крушението е почти напълно разрушен, екипажът го изоставя и е спасен на 12 ноември 1899 г.

## Коментари
1. ↑  Всички характеристики са приведени според Ненахов Ю. Ю. Указ. Соч. С. 213.
2. ↑  Префиксът „USS“ е от на английски: United States Ship (Кораб на Съединените щати).
3. ↑  Буквите показват принадлежността на кораба към съответен клас: ВВ – линкор, СС, CL, СА – съответно линеен, лек или тежък крайцер, CV – самолетоносач, DD – разрушител, SS – подводница и т.н.